# Maghār
Maghār (hebreiska: מע’ר) är en ort i Israel.   Den ligger i distriktet Norra distriktet, i den norra delen av landet. Maghār ligger 292 meter över havet och antalet invånare är 18 915.
Terrängen runt Maghār är lite bergig.Runt Maghār är det tätbefolkat, med 982 invånare per kvadratkilometer. Närmaste större samhälle är Karmi'el, 10,0 km väster om Maghār. Trakten runt Maghār består till största delen av jordbruksmark.